# Clarence Larkin

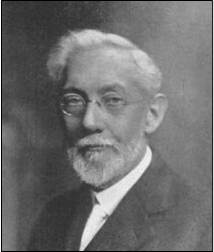
Clarence Larkin

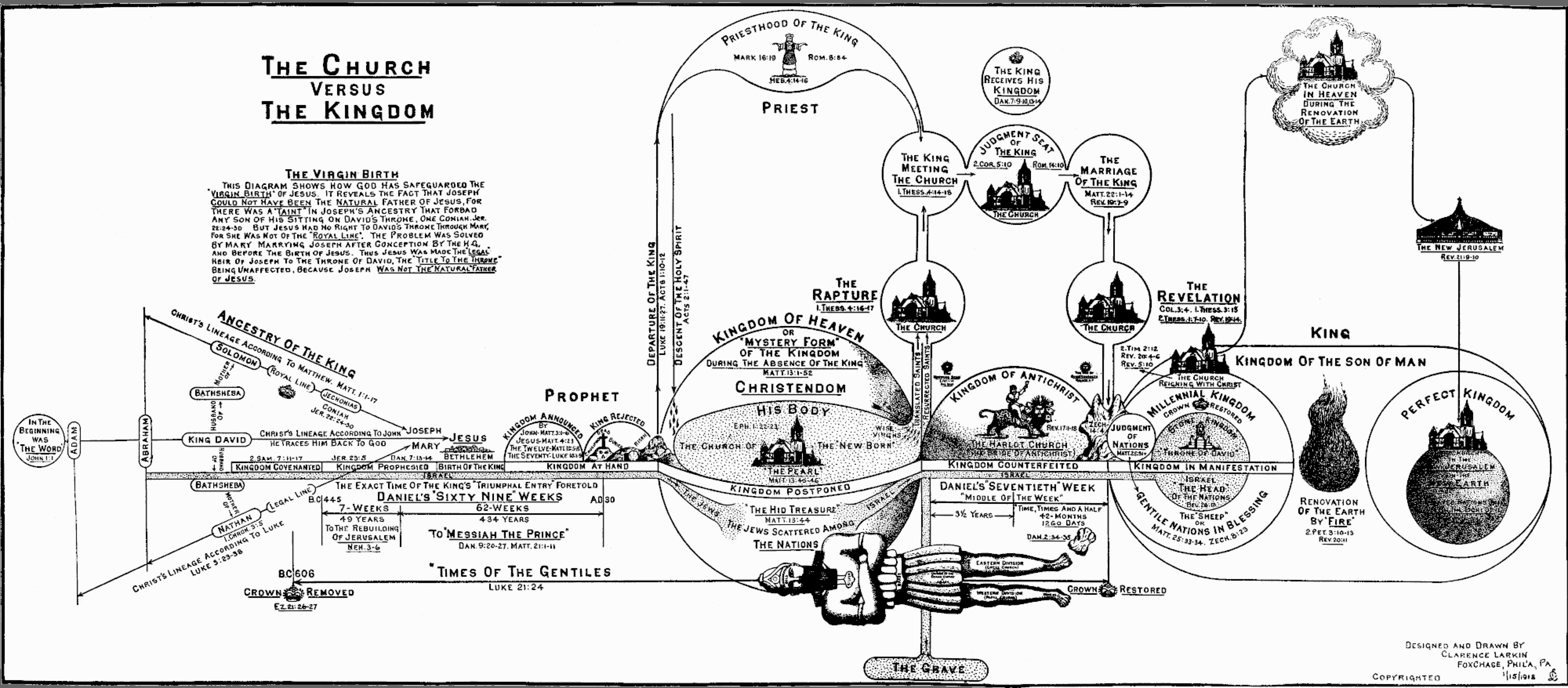
Illustration The Church versus The Kingdom

Clarence Larkin (* 28. Oktober 1850 in Chester, Delaware County, Pennsylvania; † 24. Januar 1924 ebenda) war ein US-amerikanischer Baptistenpastor und Bibellehrer. Seine grafisch illustrierten Werke über die biblische Prophetie im Sinne des Dispensationalismus hatten großen Einfluss auf die Verbreitung dieser Art von Bibelauslegung.

## Leben
Clarence Larkin wurde am 28. Oktober 1850 in Chester in Delaware County in Pennsylvania geboren.
Mit 19 Jahren bekehrte er sich zum christlichen Glauben. Er arbeitete zeitweilig als Bankangestellter, ging dann jedoch mit 21 Jahren auf das Polytechnic College of Philadelphia, wo er 1873 einen Abschluss als Maschinenbauer machte, darauf in einer Werft als Zeichner und Produzent arbeitete, was ihn jedoch nicht ganz erfüllte, und er schließlich eine Anstellung als Lehrer am Pennsylvania Institute for the Blind annahm.
Bis zu diesem Zeitpunkt war er Mitglied einer Episkopalkirche, doch wechselte er 1882 aufgrund seines Verständnisses der Taufe als Glaubenstaufe in eine Baptistengemeinde. Die theologische Rechtfertigung hierfür legte er in seinem 1902 veröffentlichten Werk Why I Am a Baptist (deutsch: Warum ich ein Baptist bin) dar.
Obwohl er keinerlei theologische Ausbildung genossen hatte, wurde er bereits 1884, zwei Jahre später, zum Baptistenpastor ordiniert und nahm seine neue Tätigkeit in Kennett Square in Pennsylvania auf. Es folgte ab 1899 ein zwanzigjähriger Dienst in der Baptistengemeinde Bethany in Fox Chase im gleichen Bundesstaat. Zu dieser Zeit vertrat er noch nicht den Prämillenarismus, dessen Lehre er später durch das Lesen entsprechender Literatur annahm.
Für seinen Predigtdienst fertigte Larkins große Bildtafeln an, um seinen Zuhörern die dispensationalistische Sichtweise auf die biblische Menschheitsgeschichte und deren Chronologie optisch zu verdeutlichen. Hierbei half ihm seine Ausbildung, in welcher er die Anfertigung graphischer Zeichnungen gelernt hatte. Dies führte dazu, dass er von Bibelschulen eingeladen wurde, an denen seine Tafeln fortan zur Veranschaulichung genutzt wurden. Clarence Larkin begann seine unter dem Titel Prophetic Truth (deutsch: Prophetische Wahrheit) bekannt gewordenen Tafeln zu veröffentlichen, die innerhalb evangelikaler Kreise weite Verbreitung fanden und leicht modifiziert mehrmals aufgelegt wurden. Seine Werke wurden in bedeutenden christlichen Zeitschriften wie Moody Monthly, The Sunday School Times und The King’s Business behandelt und dargestellt. 1915, während des Ersten Weltkrieges, begann Clarence Larkin damit seine Sichtweise über die sieben Gemeindezeitalter in einem Buch schriftlich zusammenzufassen und detailliert darzulegen, das 1918 unter dem Titel Dispensational Truth, Or God’s Plan and Purpose in the Ages (deutsch: Dispensationalistische Wahrheit oder Gottes Plan und Ziel in den Zeitaltern) veröffentlicht wurde. Das Buch war u. a. mit den bereits bekannten Illustrationen versehen und wurde zu seinem bekanntesten Werk.
Larkins Werke hatten großen Einfluss auf Baptisten und die spätere Pfingstbewegung in den USA. Gemäß Larkin hatten die alttestamentlichen Propheten bezogen auf ihre Prophezeiungen eine eingeengte Perspektive und sahen nur herausragende geschichtliche Ereignisse ohne einen Gesamtüberblick zu haben. Auch dies veranschaulichte Larkin anhand graphischer Schaubilder. Sein Werk trug erheblich dazu bei, den Dispensationalismus innerhalb der christlichen Glaubensgemeinschaften bekannt zu machen. Das 1918 erschienene Buch hatte solchen Erfolg, dass Larkin 1919 sein Pastorenamt aufgab und sich ausschließlich dem Schreiben und der biblischen Exegese widmete.

## Privates
Clarence Larkin war mit Emma Hinkson (* 1. Februar 1851; † 23. April 1931) verheiratet.
Er starb am 24. Januar 1924 in Chester und wurde auf dem Chester Rural Cemetery bestattet. Auf seinem Grabstein wurde die Inschrift eingraviert: Here lieth the body of / Clarence Larkin / awaiting / the First Resurrection / 1.Thess. 4:13–18 (deutsch: Hier ruht der Körper von Clarence Larkin wartend auf die erste Auferstehung.)

## Lehre
Clarence Larkin war ein Vertreter des Dispensationalismus, der es als Zeichner ausgezeichnet verstand, diese Interpretation und Sichtweise auf die Bibel mit übersichtlichen Schautafeln darzustellen.
- Er teilte die Menschheitsgeschichte in sechs von der Ewigkeit umschlossene Zeitalter ein: Zeitalter der Schöpfung, Zeitalter des Gewissens (Sündenfall bis Sintflut), Zeitalter des Gesetzes (Gesetzgebung bis Christus), Zeitalter der Kirche/Gemeinde (Christus bis Entrückung), Zeitalter des Königtums (Entrückung der Gemeinde bis Endgericht) und das Vollkommene Zeitalter.[16][17]
- Aufgrund der Aussage im 2. Petrusbrief Kapitel 3 Vers 8, dass für Gott ein Tag wie 1000 Jahre sind, übertrug Larkin die sieben Tage der Schöpfung auf die Menschheitsgeschichte, die er in 7000 Jahre einteilte: Erdenjahr 0 bis 1000 (Schöpfung bis Entrückung Henochs), Jahr 1000 bis 2000 (Henoch bis Abraham), Jahr 2000 bis 3000 (Abraham bis Salomo), Jahr 3000 bis 4000 (Salomo bis Christus), Jahr 4000 bis 5000 (Christus bis Dunkles Zeitalter), Jahr 5000 bis 6000 (Dunkles Zeitalter bis zum Antichrist), Jahr 6000 bis 7000 (Antichrist bis Sieg über Satan).[18]
- Historische Einordnung der sieben Gemeindezeitalter (Offenbarung Kapitel 2–3) nach Clarence Larkin:[19]
  - Gemeindezeitalter Ephesus: 70–170 n. Chr.
  - Gemeindezeitalter Smyrna: 170–312
  - Gemeindezeitalter Pergamon: 312–606
  - Gemeindezeitalter Thyatira: 606–1520
  - Gemeindezeitalter Sardes: 1520–1750
  - Gemeindezeitalter Philadelphia: 1750–1900
  - Gemeindezeitalter Laodizea: 1900–Gegenwart

- Larkin deutete die sieben Sterne bzw. die sieben Engel der Offenbarung als sieben göttliche Botschafter (Messengers): Bezogen auf das 1. Kapitel der Offenbarung sagte er: “We are told in verse 20 that the Seven Stars stand for the Angels of the Seven Churches. These Angels are not angelic beings but Messengers of the churches.”[20]

## Veröffentlichungen (Auswahl)
- Why I Am a Baptist. 1902.
- Dispensational Truth, Or God’s Plan and Purpose in the Ages. Philadelphia, PA 1918.
- The Second Coming of Christ. 1918.
- The Book of Revelation. A Study of the Last Prophetic Book of Holy Scripture. Philadelphia 1919.
- The Greatest Book on Dispensational Truth in the World. 1920.
- Rightly Dividing the Word. Philadelphia 1921.
- The Spirit World. 1921.
- The Book of Daniel. 1929.
- The Jews, the Gentiles and the Church.
- Satan, Antichrist and the Satanic Trinity.
- A Medicine Chest for Christian Practitioners.